# Ipeté de Oxum
Ipeté de Oxum ou Peté de Oxum é o nome da comida de Oxum, e foi adotado o mesmo nome para a festa que se faz à Oxum anualmente em muitas casas de candomblé, em todo Brasil.
No Ilê Axé Opô Afonjá, Mestre Didi conta que esta festa marca o encerramento das festas do ano. Nesse dia não há sacrifício, que já foram feitos nos dias anteriores. Há muita comida, galinha, pernil de porco, além de outras iguarias, que são distribuídas a todos que comparecem.
Além daquelas que são feitas para as obrigações dos Orixás e que serão também divididas entre os presentes, que são o adum (fubá de milho com azeite de dendê e açúcar), o ecó' (milho branco ralado e cozido, uma espécie de canjica, mais conhecido pelo nome de acaçá), o ixu (inhame), o aluá e o próprio peté.
Todos trabalham com afinco, cada um com seu trabalho: quem é de cozinhar, cozinha; quem é de fazer bandeiras, faz bandeiras; quem é de fazer surpresas, faz surpresas.
O Açobá, acompanhado dos Ogãs da casa, organiza a arrumação do barracão, colocando bandeirinhas, mariuôs, e folhas que servem de ornamentação, se enfeita o barracão sempre que há festa. Arruma mariuôs também em todas as portas de todas as casas para livrar a todos de aproximação e irradiação de maléficos. Arruma também duas mesas, uma grande para a vasilha do peté e uma menor, para as surpresas.
Como não há sacrifício de animais nesse dia, também não há padê. A festa começa às 17 horas, com a procissão do peté. Saem todas as filhas de Orixá da casa de Oxum, cada uma com seu balainho, uns contendo o peté, com pratos e talheres, outro contendo adum e ecó. Outras ainda carregam cestas de flores ou bandejas com diversas surpresas. Cantam e dançam em Ijexá, enquanto os foguetes explodem.
Essa procissão é dentro da roça, vai até o Cruzeiro passando em frente à casa dos mortos (Ilê Ibó), fazendo-lhe uma certa reverência, saudando a antiga Ialaxé (Aninha). Rumando para o barracão passam pela casa de Xangô, Iá, Oxalá.
Quando chegam, todas as filhas que conduzem o carrego já estão manifestadas. São as pessoas mais velhas que recolhem e distribuem o peté e as surpresas nos devidos lugares. Nesse momento a Oxum da Ialaxé senta-se no seu trono e as outras sentam-se em cadeiras comuns, metade de um lado e metade do outro, enquanto a comida é dividida.
Depois começa o xirê, com a dança da Oxum mais velha. Só quando ela volta a sentar-se é que todas as outras começam a dançar. E assim a festa se prolonga até a meia-noite, quando é encerrada com a roda de praxe, saudando Odudua, pedindo paz, saúde e tranquilidade de espírito a todos do axé, adeptos e convidados para que no próximo ano estejam todos novamente reunidos para as homenagens aos Orixás.
Na Casa Branca do Engenho Velho